# حامد صبحي
حامد صبحي ، لاعب كرة قدم سعودي سابق. لعب مع نادي الاتحاد السعودي ومع منتخب السعودية لكرة القدم.
سجل هدف في مرمى منتخب الإمارات لكرة القدم في بطولة كأس الخليج عام 1976 من ضربة جزاء.